# Bầu cử quốc hội Sri Lanka 2020
Bầu cử Quốc hội ở Sri Lanka được tổ chức vào ngày 5 tháng 8 năm 2020 để bầu 225 thành viên vào Quốc hội thứ 16 của Sri Lanka. 16.263.885 người đủ điều kiện bỏ phiếu trong cuộc bầu cử cùng với sự tham gia của 31,95% cử tri trẻ.
Trước cuộc bầu cử, một cuộc bầu cử thử nghiệm nhằm tránh không lây lan virus coronavirus cũng đã được tiến hành bởi Ủy ban Bầu cử vào tháng 6 năm 2020 như một lần thử nghiệm để tuân thủ các nguyên tắc về sức khỏe. Đảng đương nhiệm Liên minh Tự do Nhân dân Sri Lanka đã tuyên bố chiến thắng vang dội trong cuộc bầu cử tuyên bố đa số giành được 145 ghế , trong khi Samagi Jana Balawegaya giành được tổng cộng 54 ghế và Quyền lực Nhân dân Quốc gia giành được 3 ghế. Đảng Dân tộc Thống nhất đối lập chính đã phải chịu thất bại tồi tệ nhất từng có trong lịch sử khi họ chỉ tuyên bố một ghế và bị xếp ở vị trí thứ tư trong cuộc bầu cử.
Cuộc bầu cử đã bị hoãn ít nhất hai lần do sự gia tăng các trường hợp COVID-19 trong nước này trước khi kết thúc chính thức vào ngày 5 tháng 8 năm 2020.
Các báo cáo tiết lộ rằng tổng số cử tri đi bỏ phiếu ước tính đạt 70%, tương đối ít hơn so với số cử tri đi bỏ phiếu trong cuộc bầu cử quốc hội Sri Lanka năm 2015 chủ yếu do tác động của COVID-19. Việc kiểm phiếu bắt đầu vào khoảng 9 giờ sáng ngày 6 tháng 8 năm 2020. Quốc hội mới dự kiến sẽ triệu tập lại vào ngày 20 tháng 8 năm 2020.
Vào tháng 11 năm 2018, ngày này đã được chuyển nhanh hơn một năm sang ngày 5 tháng 1 năm 2019 sau khi Tổng thống Maithripala Sirisena giải tán quốc hội trong cuộc khủng hoảng hiến pháp và kêu gọi một cuộc bầu cử nhanh chóng. Tòa án tối cao sau đó đã đình chỉ việc giải tán và ra lệnh tạm dừng cuộc bầu cử nhanh chóng, dời ngày bầu cử trở lại năm 2020.